# George Litarczek
George Litarczek (Litarcec) (n. 22 decembrie 1925, Boston, SUA – d. 14 martie 2019, București, România) a fost un profesor universitar doctor, membru de onoare al Academiei Române, cetățean român și american. Părinții săi, prof. agr. Gheorghe Litarczek și Stella, au fost medici la clinica medicală Colentina București. Inginerul Carol Litarczek, bunicul lui George, a fost creatorul și directorul primei centrale electrice din Craiova, inginer șef al orașului Craiova și al județului Dolj, director și constructor al societății de tramvaie din Iași. 
A pus bazele experimentale și teoretice, alături de profesorul Dan Setlacec, ale specialităților medicale de anestezie și reechilibrare hidroelectrolitică, a pus la punct metoda hipotermiei ce a fost folosită în intervențiile pe cord deschis și a format la Spitalul Fundeni o școală de anestezie și terapie intensivă de înaltă clasă.

## Studii
- Școala primară Sfântul Andrei București (1932-1936)
- Liceul Spiru Haret București (1936-1944)
- Facultatea de Medicină din cadrul IMF București (1944-1950)
- Doctor în Medicină (1973)
- Specializări OMS Anglia, Germania, Olanda, Austria

## Activitate profesională
- Profesor universitar doctor la UMF Carol Davila București (1957-1993)
- Medic specialist reanimare la Spital Colțea (1950-1957)
- Medic primar și Șef secție ATI la Spital Clinic Fundeni (1960-1995)
- Profesor consultant și conducător de doctorate la Institutul Fundeni, Clinica ATI (din 1993)
- Profesor universitar doctor la Facultatea de medicină Titu Maiorescu (din 1994)
- Profesor asociat la Facultatea de Informatică, Catedra de electronică, Universitatea Politehnică București (1994-2004)
- Profesor la Universitatea Vasile Goldiș Arad (2000-2004)

## Opera
- Peste 325 publicații științifice
- Autor a 3 monografii integrale
- Autor a 35 capitole în tratate medicale
- Autor a 215 lucrări științifice tipărite în revistele de specialitate
- Terapia intensivă insuficienței respiratorii, Ed. Medicală (1990)
- Nutriție, Malutriție, Nutriție în Terapia Intensivă (1999?)
- Bazele Teoretice ale Anesteziologiei, Ed. Artpress (2016)

- Autor a 5 brevete de invenție-anestezie, terapie intensivă

## Distincții
- Ordinul Muncii clasa a III-a (31 decembrie 1962) „pentru merite excepționale și realizări deosebite in domeniul ocrotirii sănătății oamenilor muncii”[3]
- Ordinul Meritul Sanitar (1970, 1980)
- Ordinul național „Steaua României” în grad de Mare Ofițer (2000) „pentru servicii deosebite aduse la apărarea sănătății publice și pentru rezultate remarcabile în domeniul cercetării medicale”[4]
- membru al Consiliului de onoare al Ordinului Steaua României[5]

## Afilieri
- Membru al Academiei de Științe Medicale
- Membru al Academiei Oamenilor de Știință
- Membru de onoare al Academiei Române
- Membru al Societății Germane de Anestezie și Medicină intensivă
- Membru de onoare al Societății Germane de Anestezie și Medicină intensivă
- Membru al Societății Austriece de Anestezie și Terapie Intensivă
- Membru al Societății Române de Anestezie și Terapie Intensivă
- Președinte de onoare al Societății Române de Anestezie și Terapie Intensivă
- Membru de onoare al Societății de Chirurgie

## Legături externe
- Membrii Academiei Române din 1866 până în prezent – L

Interviuri
- George Litarczek: Respectul omului față de om, în România, nu mai există[nefuncțională]
, 28 februarie 2011, Andreea Tudorica, Jurnalul Național